# Parc archéologique
Un parc archéologique ou archéosite est un parc de loisirs destiné à diffuser auprès du grand public des connaissances relatives à l'archéologie avec des animations et des reconstitutions. Il inclut souvent un site archéologique.

## Liste d'archéosites

### Allemagne
- Parc archéologique européen de Bliesbruck-Reinheim à Reinheim (Sarre) ;
- Archéoparc de Vogelherd à Niederstotzingen (Bade-Wurtemberg).

### Belgique
- Archéosite d'Aubechies à Belœil (Province de Hainaut) ;
- Préhistomuseum à Flémalle (Province de Liège) ;
- Archéoparc de Rochefort à Rochefort (Province de Namur) ;
- Musée du Malgré-Tout à Viroinval (Province de Namur).

### Colombie
- Parc archéologique de San Agustín ;
- Parc archéologique national de Tierradentro.

### France

#### Bourgogne-Franche-Comté
- MuséoParc Alésia à Alise-Sainte-Reine (Côte-d'Or) ;
- Atelier de poterie antique de Gueugnon à Gueugnon (Saône-et-Loire).

#### Bretagne
- Village de l'an Mil de Melrand à Melrand (Morbihan).

#### Grand Est
- Parc archéologique européen de Bliesbruck-Reinheim à Bliesbruck (Moselle) ;
- Centre d'animation de la préhistoire à Darney (Vosges).

#### Hauts-de-France
- Musée des Temps barbares à Marle (Aisne) ;
- Parc archéologique Asnapio à Villeneuve-d'Ascq (Nord) ;
- Archéo'Site aux Rues-des-Vignes (Nord) ;
- Parc de Samara à La Chaussée-Tirancourt (Somme) ;
- Camp gaulois d'Arebona à Pont-Rémy (Somme).

#### Île-de-France
- Parc départemental de la Haute-Île à Neuilly-sur-Marne (Seine-Saint-Denis).

#### Normandie
- Archéosite de Blangy-sur-Bresle à Blangy-sur-Bresle (Seine-Maritime) ;
- Ornavik, chantier d'archéologie expérimentale et parc immersif à Hérouville-Saint-Clair (Calvados) ;
- Le Parc Archéo, à Ifs[1] (Calvados) ;
- Vieux-la-Romaine, à Vieux (Calvados).

#### Nouvelle Aquitaine
- Paléosite de Saint-Césaire à Saint-Césaire (Charente-Maritime) ;
- Site et musée gallo-romains du Fâ à Barzan (Charente-Maritime) ;
- Parc archéologique gallo-romain Cassinomagus  à Chassenon (Charente).

#### Occitanie
- Archéosite de la porte de Sabran à Sabran (Gard) ;
- Village gaulois de Saint-Julien à Rieux-Volvestre (Haute-Garonne) ;
- Village préhistorique de Cambous à Viols-en-Laval (Hérault) ;
- Archéosite des Fieux à Miers (Lot) ;
- Archéosite de Montans à Montans (Tarn).

#### Pays de la Loire
- Centre archéologique d’initiation et de recherche sur le Néolithique (CAIRN) à Saint-Hilaire-la-Forêt (Vendée).

### Inde
- Parc archéologique de Champaner-Pavagadh.

### Italie
- Parco Archeologico Ambientale di Vulci ;
- Parc archéologique de Baratti et Populonia ;
- Parc archéologique de Poggio Civitella ;
- Parco archeologico di Pontecagnano ;
- Parc archéologique de Néapolis (Syracuse) ;
- Parc archéologique de Suasa ;
- Parco archeologico del Tufo ;
- Parc archéologique de Urbs Salvia ;
- Parc archeologique de Seleni à Lanusei en Sardaigne.

### Suisse
- Parc archéologique du Laténium à Hauterive (canton de Neuchâtel) ;
- Village lacustre de Gletterens à Gletterens (canton de Fribourg).